# Aversion pour la perte

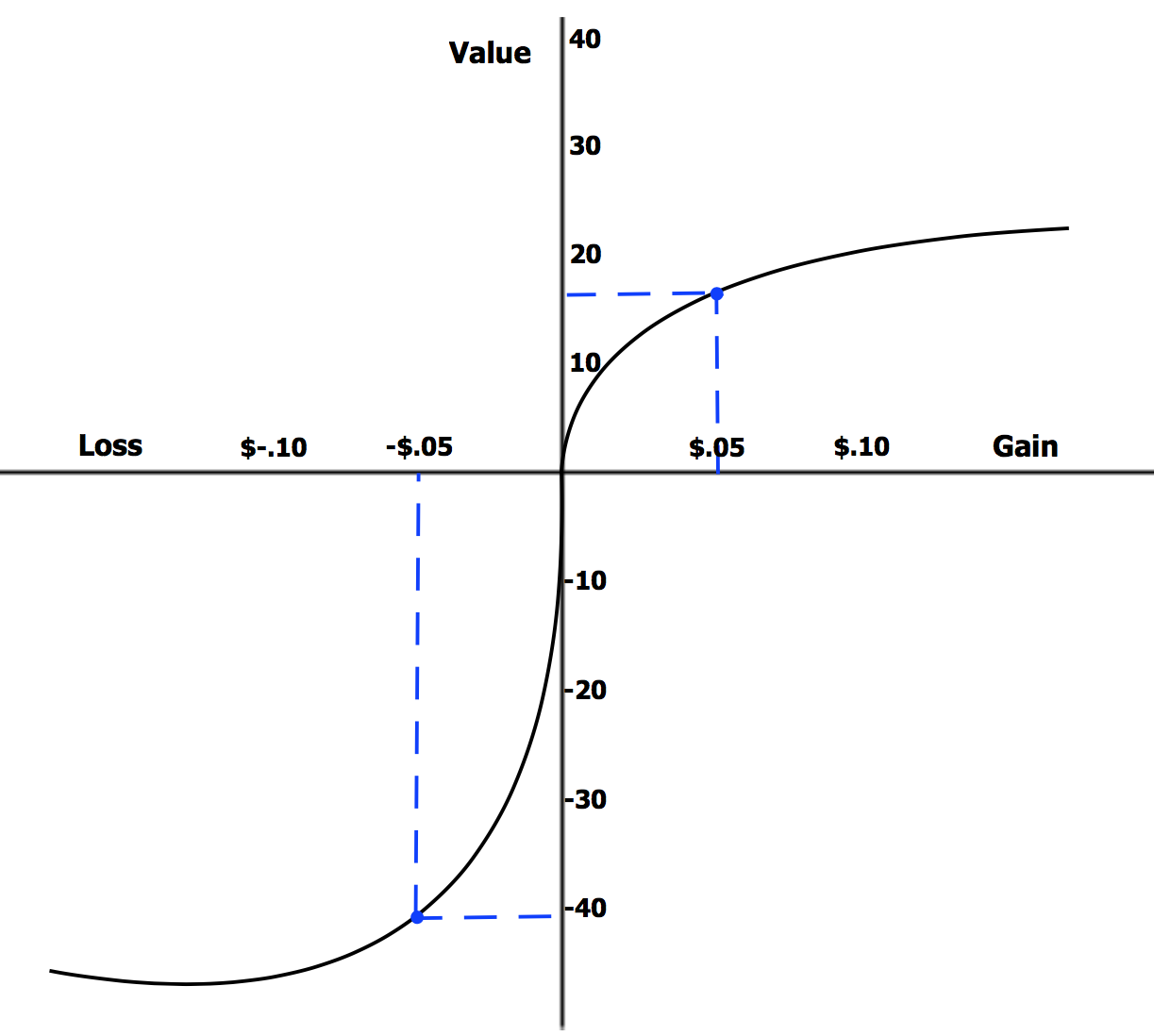
Graphique de la valeur perçue du gain et de la perte par rapport à la valeur numérique stricte du gain et de la perte : Une perte de 0,05 $ est perçue comme une perte d'utilité beaucoup plus importante que l'augmentation d'utilité d'un gain de 0,05$.

L'aversion pour la perte est une notion issue de l'économie comportementale, elle est un biais comportemental qui fait que les humains attachent plus d'importance à une perte qu'à un gain du même montant.

## Description
Sur les marchés financiers, l'aversion pour la perte est la réticence à se séparer d'un actif qui vaut moins que le prix auquel le détenteur l'avait acheté, même si cette dépréciation ne fait que traduire une dégradation des perspectives de cet actif. Elle est relativement répandue chez les investisseurs, notamment néophytes.
Pour justifier son aversion, l'investisseur tend à se persuader qu'il s'agit d'une mauvaise passe et que le prix a toutes les chances de remonter à ce qu'il considère comme son « vrai » niveau (processus de rationalisation).
Selon les études sur le sujet, l'aversion pour la perte conduit généralement à une sous-performance du portefeuille : par son côté peu rationnel par rapport aux intérêts réels des investisseurs, elle fait partie des biais cognitifs et émotionnels recensés par les recherches en finance comportementale. Le phénomène a été en particulier théorisé par Daniel Kahneman et Richard Thaler.
L'aversion pour la perte a également été constatée sur des animaux. Cependant, selon la « théorie du signal coûteux », l'ostentation de la « perte » peut constituer une stratégie de communication[pas clair][pourquoi ?] aussi bien chez les animaux que chez les humains. 

## Notions connexes
L'aversion pour la perte ne doit pas être confondue avec :
- l'aversion pour le risque, puisqu'une vente à perte pourrait permettre précisément de sortir d'une situation de risque sur un actif qui n'a pas tenu ses promesses (ou de l'arbitrer contre un actif plus sûr ou ayant de meilleures perspectives). L'aversion pour le risque, théorisée pour la première fois au XVIIIe siècle par Daniel Bernoulli, et qui a conduit à la notion d'utilité, semble pour sa part correspondre à une certaine rationalité.

- l'aversion pour la dépossession de l'investisseur qui, indépendamment du fait d'être gagnant ou perdant sur le prix d'un actif qu'il détient, s'y est attaché psychologiquement et considère — un biais également assez courant — que ce qu'il possède vaut plus que le prix que le marché lui offre.